# Spanioplanus
Spanioplanus mitis es una especie de araña araneomorfa de la familia Linyphiidae. Es el único miembro del género monotípico Spanioplanus.

## Distribución
Se encuentra en Perú y Venezuela.